# Валерій Семанцо
Протоієрей Валерій Семанцо (2 березня 1955, Малі Дорогостаї — 13 вересня 2020, Київ) — будівничий і настоятель Храму на честь Ікони Божої Матері «Живоносне Джерело», благочинний Борщагівського благочиння м. Києва, довголітній викладач, інспектор Київської духовної академії і семінарії.

## Життєпис
Протоієрей Валерій Семанцо народився 2 березня 1955 року у селі Малі Дорогостаї, Млинівського району на Рівненщині, а 1957 року родина переїхала до Закарпаття (село Страбичове Мукачівського району).
Свій церковний шлях розпочав від 1986 року, як співак у хорі Володимирського кафедрального собору м. Києва, а у відродженій Київській духовній семінарії став регентом хору та викладачем співу. А невдовзі, в 1989 році – прийняв священний сан на свято Успіння Пресвятої Богородиці.
З 1992 року – викладач, а згодом (1994-1996) й інспектор КДАіС УПЦ Київського Патріархату та регент хору Академічного храму.
27 березня 1996 року призначений настоятелем парафії на честь ікони Божої Матері «Живоносне Джерело» на Південній Борщагівці, яку протягом 20 років розбудовував та відроджував з руїн.

## Твори
- Піснеспіви Всенішної, упоряд. свящ. В. Семанцо. Видання Київської духовної академії, 1994 р.
- Своєю думкою ділиться настоятель храму Ікони Божої Матері протоієрей Валерій Семанцо // YouTube, Відкрита Академія України, 3.03.2018

## Нагороди
- 16 березня 2002 року за божественною літургією Святійшим Патріархом Філаретом був нагороджений митра митрою.
- Нагороджений державною нагородою “За заслуги“, ІІІ ступеня, чотирма медалями та має від КМДА нагрудний “Знак Пошани“.
- церковні нагороди - Орден Князя Володимира ІІІ ступеня, Орден Архистратига Михаїла та медаль Кирила і Мефодія.
- лауреат премії імені Паїсія Величковського 2021 (посмертно) – за вагомий внесок у відродження та утвердження Української Православної Церкви (номінація “Духовне відродження”)[2]

## Родина
Виховав двох синів, Валерій та протодиякон Святослав.